# Trận đấu giữa Real Madrid và FC Barcelona (Bán kết Copa del Generalísimo 1943)
Vào ngày 13 tháng 6 năm 1943, Real Madrid đánh bại Barcelona với tỷ số 11–1 trong trận lượt về thuộc vòng bán kết Copa del Generalísimo 1943, một giải đấu Tây Ban Nha đã được đổi tên để vinh danh tướng Francisco Franco.
Trong lượt đi diễn ra tại Les Corts, Barcelona đã đánh bại Real Madrid 3–0 trong một trận cầu hấp dẫn. Trong vài ngày sau đó, báo chí Madrid đã phóng đại thái độ của người hâm mộ Barcelona và kêu gọi một sự trả đũa đến từ những người hâm mộ Real Madrid. Sự thù địch đến từ người hâm mộ Madrid (và một số quyết định kỳ lạ của trọng tài) khi bắt đầu trận lượt về (một số cầu thủ Barcelona nói rằng "họ sợ rằng mạng sống của mình sẽ bị đe dọa") đã giúp Real Madrid dẫn trước 8–0 trong hiệp một và kết thúc trận đấu với chiến thắng 11–1, qua đó lọt vào trận chung kết với tổng tỷ số 11–4, nơi họ để thua Athletic Bilbao. Chủ tịch của Barcelona đã bị sa thải sau đó, và vài tháng sau, chủ tịch của Real Madrid là Santiago Bernabéu, đã đưa ra lời bào chữa cho thất bại của mình.
Trận bán kết năm đó thường được liệt kê là một trong những trận đấu gây tranh cãi bậc nhất trong lịch sử Bóng đá Tây Ban Nha. Nhờ kết quả vang đội, lùm xùm sau hậu trường và tranh cãi với tổng cộng 12 bàn thắng chỉ trong 90 phút, trận đấu này được coi là một trong những trận bóng đá đáng chú ý nhất trong nửa đầu thế kỷ 20. Một số nhà sử học cho rằng trận đấu này có tác động lâu dài lên lịch sử bóng đá của cả hai thành phố Madrid và Catalonia, góp phần tạo nên  cặp đấu kình địch nổi tiếng giữa Real Madrid và Barcelona. Fernando Argila, thủ môn dự bị của Barcelona trong trận đấu hôm đó đã nói rằng, "Chưa từng có một sự thù địch nào giữa hai câu lạc bộ cả. Chưa bao giờ, ít nhất là cho đến trận đấu đó."

## Bối cảnh
Barcelona lúc đó đang là nhà đuơng kim vô địch khi họ đã vô địch giải đấu trước đó sau khi đánh bại Athletic Bilbao trong trận chung kết. Trên đường tới vòng bán kết, Barça đã đánh bại những đội bóng như RC Celta de Vigo và SD Ceuta. Mặt khác, Madrid trở lại vòng bán kết đầu tiên kể từ năm 1940, và trên đường tới vòng bán kết, họ đã đánh bại Español và Xerez CD.

## Tóm tắt
Trận lượt đi diễn ra tại sân vận động Les Corts ở Catalonia, đã kết thúc với việc Barcelona giành chiến thắng 3–0. Madrid đã phàn nàn về cả ba bàn thắng mà trọng tài Fombona Fernández đã công nhận cho Barcelona, với việc người hâm mộ đội chủ nhà cũng huýt sáo chế giễu đối thủ xuyên suốt trận đấu, họ cũng cáo buộc đội chủ nhà đã sử dụng chiến thuật thô bạo và Fombona đã cho phép họ làm vậy." Người hâm mộ Barcelona sau đó đã bị cấm đến Madrid. Trong ngày diễn ra trận lượt về, đội Barcelona đã bị xúc phạm và xe buýt của họ đã bị ném đá ngay khi họ rời khỏi khách sạn. Tiền đạo của Barcelona Mariano Gonzalvo nói về sự cố, "Năm phút trước khi trận đấu bắt đầu, khu vực vòng cấm địa của chúng tôi đã đầy những đồng xu." thủ môn của Barcelona là Lluis Miró hiếm khi tiếp cận vạch vôi của mình—nếu làm vậy, ông sẽ bị ném đá. Như Francisco Calvet kể lại câu chuyện, "Họ hét lên: Đỏ! Những người ly khai!... Sospedra có thể đã bị giết chết vì một chai nước đã được ném nếu nó trúng ông. Mọi thứ đã được sắp đặt sẵn."

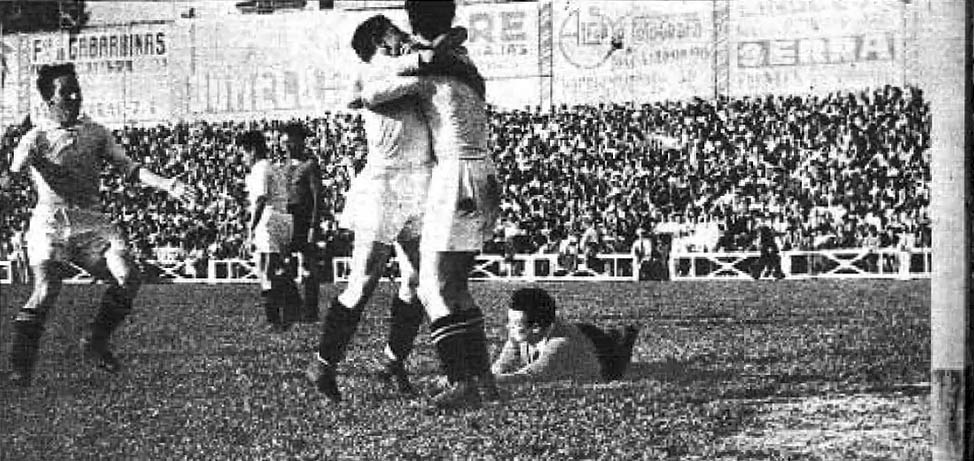
Các cầu thủ Real Madrid ăn mừng bàn thắng thứ ba

Real Madrid dẫn trước 2–0 chỉ sau nửa giờ đồng hồ nhờ cú đúp của Pruden. Phút thứ 31, Sabino Barinaga ghi bàn thắng thứ ba cho Madrid trong buổi tối hôm đó, dẫn đến việc Benito García của Barcelona bị đuổi khỏi sân sau khi ông thực hiện một điều mà Calvet tuyên bố là "một cú xoạc bóng hoàn toàn bình thường". José Llopis Corona của Madrid nhớ lại rằng, "Thời điểm đó, họ đã hơi xuống tinh thần," trong khi Ángel Mur phản bác, 'cứ tiếp tục đi, ghi bao nhiêu bàn tùy thích'." Và thật sự như vậy, Madrid tiếp tục ghi bàn ở các phút 31', 35', 37', 39', 43', và 44', đưa tỉ số trận đấu lên 8–0 trong hiệp một; với hai bàn bị từ chối do lỗi việt vị.

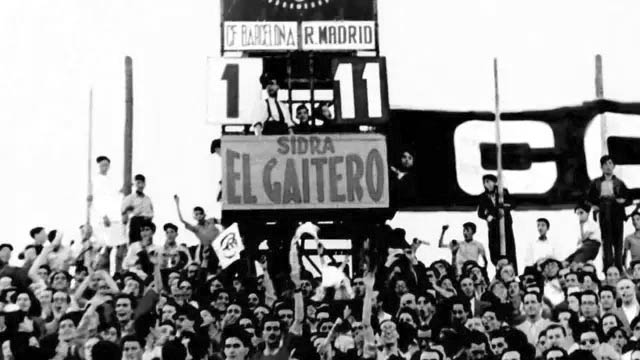
Bảng thông báo của sân vận động hiển thị tỉ số 11–1 nghiêng về Real Madrid

Cả Pruden và Barinaga đều hoàn thành cú hat-tricks của mình trong hiệp một, với bàn thắng thứ tư của Barinaga ở phút thứ 87 đã giúp Madrid dẫn trước với tỷ số không tưởng 11–0, mặc dù vậy, Barcelona đã xoay sở để cứu vãn một chút phẩm giá và danh dự với bàn thắng an ủi vào phút cuối do công của Mariano Martín. Juan Samaranch đã viết: "Trong bầu không khí đó với một trọng tài muốn né tránh mọi biến chứng, việc chơi bóng là điều bất khả thi đối với một con người... Nếu  Barcelona đã chơi tệ, thực sự tệ, bảng tỉ số vẫn không thể đạt được tới con số đó. Vấn đề là họ không chơi một chút nào." Theo nhà văn chuyên viết về bóng đá Sid Lowe, "Có tương đối ít sự đề cập đến trận đấu [kể từ đó] và đó không phải là kết quả được xem như một chiến tích đặc biệt ở Madrid. Thật vậy, tỷ số 11–1 chiếm một vị trí nổi bật hơn nhiều trong lịch sử của Barcelona. Đây là trận đấu đầu tiên hình thành nên sự đồng nhất giữa Madrid với tư cách là đội bóng của chế độ độc tài và Barcelona là nạn nhân của nó."

## Chi tiết
| Real Madrid                                                                                   | 11–1                | Barcelona  |
| --------------------------------------------------------------------------------------------- | ------------------- | ---------- |
| Pruden 5', 28', 35' · Barinaga 31', 43', 44', 87' · Alonso 37', 74' · Alsúa 39' · Botella 87' | Báo cáo 1 Báo cáo 2 | Martín 89' |

| Real Madrid | Barcelona |

| TM               | 1  | Gonzalo Marzá     |
| HV               | 2  | José Querejeta    |
| HV               | 3  | Pepe Corona       |
| TV               | 4  | Sabino Barinaga   |
| TV               | 5  | Sauto             |
| TV               | 6  | Moleiro           |
| TĐ               | 7  | Chus Alonso       |
| TĐ               | 8  | Ipiña             |
| TĐ               | 9  | Antonio Alsúa (c) |
| TĐ               | 10 | Pascual Botella   |
| TĐ               | 11 | Pruden            |
| Huấn luyện viên: |    |                   |
| Ramón Encinas    |    |                   |

|                  |    |                      |     |
|                  |    |                      |     |
| TM               | 1  | Luis Miró            |     |
| HV               | 2  | Benito               | 31' |
| HV               | 3  | Francisco Calvet (c) |     |
| TV               | 4  | Curta                |     |
| TV               | 5  | Manuel Rosalench     |     |
| TV               | 6  | Josep Raich          |     |
| TĐ               | 7  | César Rodríguez      |     |
| TĐ               | 8  | Josep Escolà         |     |
| TĐ               | 9  | José Valle           |     |
| TĐ               | 10 | Mariano Martín       |     |
| TĐ               | 11 | Jaime Sospedra       |     |
| Huấn luyện viên: |    |                      |     |
| Juan José Nogués |    |                      |     |

Nguồn:

## Hậu quả
Real Madrid sau đó để thua Athletic Bilbao trong hiệp phụ của trận chung kết. Chủ tịch của Barcelona sau đó đã bị sa thải, và vài tháng sau chủ tịch Real Madrid, Santiago Bernabéu, "đã đưa ra lời bào chữa".
Trận đấu này có tác động lâu dài đến lịch sử phát triển bóng đá của cả hai thành phố Madrid và Catalonia, góp phần vào sự ra đời của El Clásico.